# Edward Thurlow, 1. Baron Thurlow

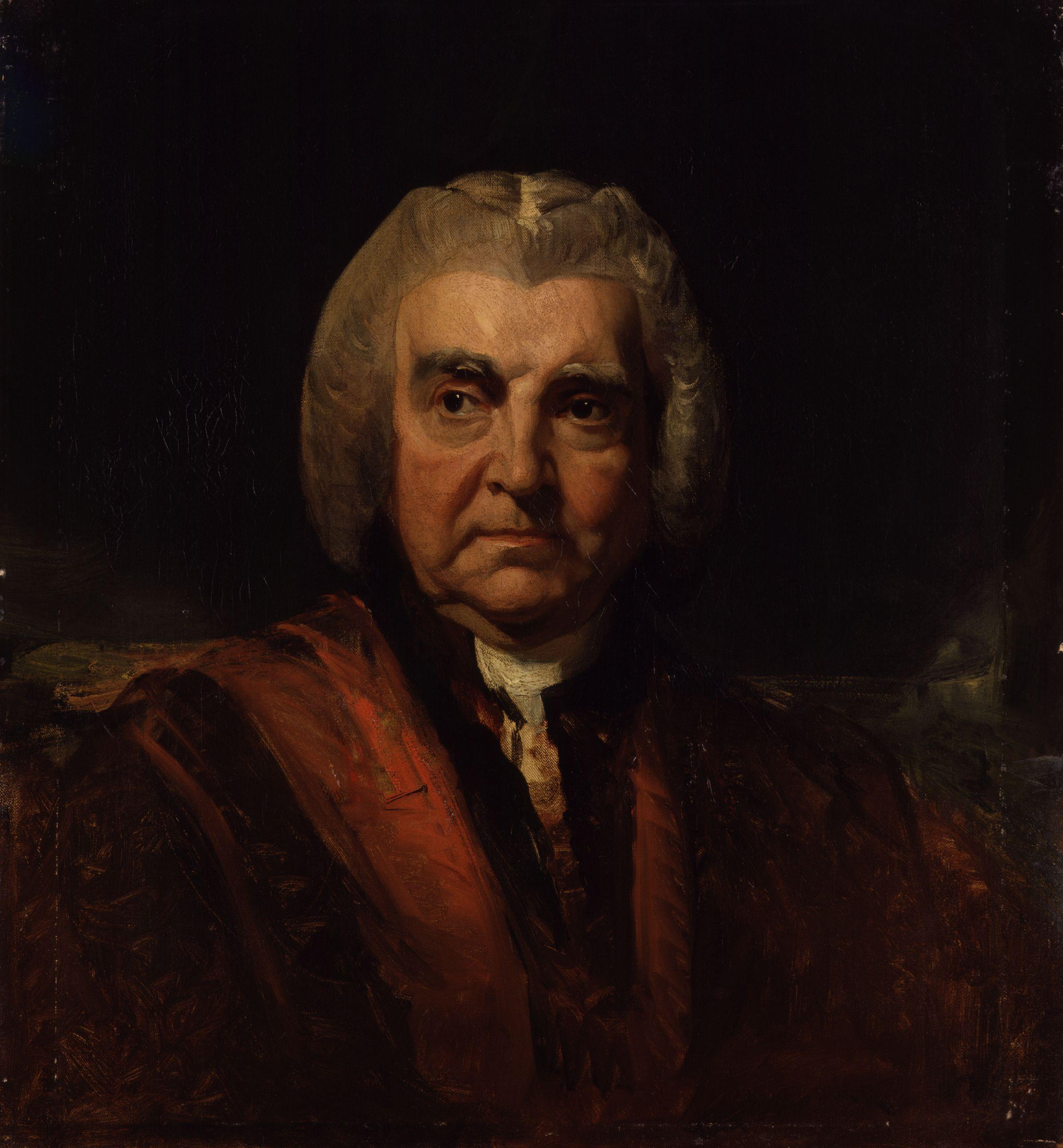
Edward Thurlow, 1. Baron Thurlow (Gemälde von Thomas Lawrence, 1803)

Edward Thurlow, 1. Baron Thurlow, PC, KC (* 9. Dezember 1731 in Bracon Ash, Norfolk; † 12. September 1806) war ein britischer Politiker, der unter anderem von 1765 bis 1778 Mitglied des Unterhauses (House of Commons) und zwischen 1778 und 1783 sowie erneut 1783 bis 1792 Lordkanzler von Großbritannien (Lord High Chancellor) war. 1778 wurde er als Baron Thurlow, of Ashfield in the County of Suffolk, sowie 1792 als Baron Thurlow, of Thurlow in the County of Suffolk, in den erblichen Adelsstand der Peerage of Great Britain erhoben und dadurch Mitglied des Oberhauses (House of Lords).

## Leben
Thurlow war der älteste Sohn von Reverend Thomas Thurlow und dessen Ehefrau Elizabeth Smith sowie ein älterer Bruder von Thomas Thurlow, der von 1779 bis 1787 Bischof von Lincoln sowie zwischen 1787 und 1791 Fürstbischof von Durham der Church of England war. Er selbst besuchte die 597 gegründete und damit mutmaßlich älteste Schule der Welt, The King’s School in Canterbury sowie danach das Gonville and Caius College der University of Cambridge. Nach Abschluss seines Studiums erhielt er 1754 seine anwaltliche Zulassung als Barrister an der Anwaltskammer (Inns of Court) von Inner Temple. Für seine anwaltlichen Verdienste wurde er 1762 zum Kronanwalt (King’s Counsel) sowie zum Bencher der Anwaltskammer von Inner Temple ernannt. 1765 wurde er zum Chefsekretär des Lord Lieutenant of Ireland ernannt, trat dieses Amt jedoch nicht an.
Stattdessen wurde Thurlow für die konservativen Tories zum Mitglied des Unterhauses (House of Commons) gewählt und vertrat in diesem bis 1778 den Wahlkreis Tamworth. Daneben war er von 1769 bis 1770 Schatzmeister (Treasurer) der Anwaltskammer von Inner Temple. Als Nachfolger von John Dunning wurde er 1770 Solicitor General und bekleidete dieses Amt bis zu seiner Ablösung durch Alexander Wedderburn 1771. Im Anschluss löste er wiederum 1771 William de Grey als Generalstaatsanwalt (Attorney General) ab und bekleidete diese Funktion, bis er 1778 erneut durch Alexander Wedderburn abgelöst wurde.
1778 wurde Thurlow Nachfolger von Henry Bathurst, 2. Earl Bathurst als Lordkanzler von Großbritannien (Lord High Chancellor) und hatte diesen Posten bis 1783 inne. Zugleich wurde er 1778 Mitglied des Geheimen Kronrates (Privy Council). Am 3. Juni 1778 wurde er darüber hinaus als Baron Thurlow, of Ashfield in the County of Suffolk, in den erblichen Adelsstand der Peerage of Great Britain erhoben und dadurch Mitglied des Oberhauses (House of Lords). Nach einer kurzen Vakanz übernahm er 1783 abermals das Amt des Lordkanzlers, das er nunmehr bis 1792 bekleidete. Zudem fungierte er als Nachfolger von Robert Henley, 2. Earl of Northington zwischen 1786 und seinem Tode 1806 als Einzahlungsbevollmächtigter des Schatzamtes (Teller of the Receipt of the Exchequer). Während dieser Zeit führte er aufgrund seines Amtes als Lordkanzler von 1788 bis zum Ende seiner Amtszeit als Lord High Steward im Oberhaus den Prozess gegen Warren Hastings, der allerdings erst im April 1795 unter seinem Nachfolger Alexander Wedderburn, 1. Earl of Rosslyn, mit einem Freispruch für Hastings endete.
Nach Beendigung seiner Amtszeit als Lordkanzler wurde er am 12. Juni 1792 des Weiteren als Baron Thurlow, of Thurlow in the County of Suffolk, in den erblichen Adelsstand der Peerage of Great Britain erhoben. Das besondere an dieser Peerage war, das diese aufgrund fehlender männlicher Nachkommen eine Erbfolge zugunsten seiner drei Neffen und Söhne seines bereits 1791 verstorbenen jüngeren Bruders Thomas Thurlow vorsah. Nach seinem Tode am 12. September 1806 wurde er in der Londoner Temple Church beigesetzt. Während der ihm zuerst 1778 verliehene Titel als Baron Thurlow, of Ashfield in the County of Suffolk, mangels männlicher Nachkommen erlosch, ging der 1792 verliehene Titel als Baron Thurlow, of Thurlow in the County of Suffolk, an seinen Neffen Edward Hovell-Thurlow.